# Yawhen Savastsyanaw
Yawhen Savastsyanaw (tiếng Belarus: Яўген Савасцьянаў; tiếng Nga: Евгений Савостьянов; sinh 30 tháng 1 năm 1988) là một cầu thủ bóng đá Belarus. Tính đến năm 2017, anh thi đấu cho Neman Grodno.